# Отрова (Алфред Хичкок представя)
„Отрова“ (на английски: Poison) е епизод № 1 от четвъртия сезон на телевизионния американски съспенс сериал-антология „Алфред Хичкок представя“. Епизодът е режисиран от Алфред Хичкок и се излъчва по канал CBS на 5 октомври 1958 г.

## Сюжет
Внимание:  Текстът по-долу разкрива сюжета на произведението (или части от него)!
Хари Поуп е закоравял пияница, плантатор-расист, живеещ в джунглите на Малайзия. Една нощ Поуп усеща, че нещо се движи в леглото му. Една змия се настанява върху корема му, и той в продължение на часове лежи неподвижно, ужасен, че ако се размърда змията ще го ухапе. Когато в стаята му влиза Тимбър Уудс (Уендъл Кори), той му обяснява ситуацията, и Уудс вика на помощ доктор Гандърбай (Арнолд Мос). Докторът се опитва да приспи змията, като излива хлороформ одеялата през гумена тръбичка. Когато след известно време вдигат завивките, под тях не откриват никаква змия, въпреки че Поуп се кълне че тя е била там през цялото време. Доктор Гандърбай си тръгва. Уудс се смее на Хари и се опъва върху леглото. Змията излиза из под възглавницата и го ухапва по лицето. Уудс призовава Поуп да извика помощ, но той не предприема нищо.

## В ролите
| Актьор        | Роля                           |
| ------------- | ------------------------------ |
| Джеймс Доналд | Хари Поуп                      |
| Уендъл Кори   | Тимбър Уудс                    |
| Арнолд Мос    | доктор Гандърбай               |
| Уивър Ливай   | помощникът на доктор Гандърбай |